# Електрична схема з'єднань
Електри́чна схе́ма з'є́днань — це електрична схема, що визначає конструктивне виконання електричних з'єднань елементів у виробі. Цей вид схем позначається у шифрі основного напису символами Э4.

## Основні вимоги
На електричній схемі з'єднань (ГОСТ 2.702-2011) наносять всі пристрої та елементи, які входять до складу виробу та їх з'єднання — проводи, джгути, кабелі, вхідні і вихідні елементи (з'єднувачі, затискачі, плати та ін.).
На схемі з'єднань, показують:
- пристрої — у вигляді прямокутників та спрощених зовнішніх обрисів;
- елементи — у вигляді умовних графічних познак, прямокутників або спрощених зовнішніх обрисів.

## Правила виконання
Правила зображення вхідних та вихідних елементів, які встановлені для принципових електричних схем, залишаються в силі і для схем з'єднання. З'єднувачі дозволяється зображати без окремих контактів.
В загальному випадку проводи, групи проводів, джгути та кабелі показують на схемі окремими лініями товщиною 0,4...1 мм. Проводи, які йдуть на схемі в одному напрямку, дозволяється зливати в загальну лінію із зображенням при підході до контактів кожного провода окремо.
Проводи, джгути, кабелі, жили кабелю повинні бути пронумеровані в межах виробу окремо. Їх позначення на схемі наносять по-різному: 
- номери кабелів проставляють в колах, які поміщені в розривах зображень кабелів біля місць розгалуження;
- номери джгутів проставляють на поличках ліній–виносок біля місць розгалуження проводів.

Дозволяється над кабелем писати його позначення, якщо з'єднання читається за схемою однозначно. Дозволяється розміщувати на схемі необхідні технічні вказівки (над основним написом), наприклад, величини допустимих відстаней між проводами, джгутами та кабелями.
Схема повинна також містити відомості про проводи, кабелі (марку, переріз проводу, кількість та переріз жил в кабелі та ін.), які поміщають або біля ліній, якими зображують проводи і кабелі, або в таблиці з'єднань. Форму таблиці з'єднань вибирає розробник схеми в залежності від відомостей, які необхідно помістити в схемі. Таблицю розташовують на першому аркуші схеми над основним написом на відстані не ближче 12 мм від нього (продовження — зліва від основного напису) або у вигляді самостійного документа на форматі А4 з основним написом  за формою 2.
В таблиці записують спочатку окремі проводи, а потім джгути проводів та кабелів у порядку зростання їх номерів. В графу «Примітки» поміщають дані про ізоляційні трубки та ін.